# Брин, Ромео
Ромео Брин (филипп. Romeo Brin; род. 10 марта 1973, Пуэрто-Принсеса) — филиппинский боксёр, представитель лёгкой и первой полусредней весовых категорий. Выступал за сборную Филиппин по боксу в период 1993—2005 годов, чемпион Азии, чемпион Игр Юго-Восточной Азии, победитель и призёр многих турниров международного значения, участник трёх летних Олимпийских игр. Также известен как тренер по боксу.

## Биография
Ромео Брин родился 10 марта 1973 года в городе Пуэрто-Принсеса на острове Палаван, Филиппины. Проходил подготовку в боксёрском клубе Team Caltex под руководством тренера Нолито Веласко.
Впервые заявил о себе в боксе в 1993 году, выиграв серебряную медаль на Кубке мэра в Маниле. Год спустя вошёл в основной состав филиппинской национальной сборной, в лёгкой весовой категории выступил на Кубке мира в Бангкоке и на Азиатских играх в Хиросиме.
В 1995 году завоевал бронзовую медаль на чемпионате Азии в Ташкенте, уступив на стадии полуфиналов узбеку Мухаммадкадыру Абдуллаеву.
Благодаря череде удачных выступлений удостоился права защищать честь страны на летних Олимпийских играх 1996 года в Атланте, однако уже в стартовом поединке категории до 60 кг со счётом 13:24 потерпел поражение от кубинца Хулио Гонсалеса и сразу же выбыл из борьбы за медали.
В 1997 году поднялся в первый полусредний вес, боксировал на чемпионате мира в Будапеште.
На Азиатских играх 1998 года в Бангкоке дошёл до четвертьфинала полусредней весовой категории, уступив казаху Нуржану Сманову.
В 1999 году отметился победой на Играх Юго-Восточной Азии в Бандар-Сери-Бегаване и чемпионате страны.
Находясь в числе лидеров боксёрской команды Филиппин, Брин благополучно прошёл отбор на Олимпийские игры 2000 года в Сиднее — на сей раз в категории до 63,5 кг уже на предварительном этапе со счётом 8:5 был побеждён представителем Белоруссии Сергеем Быковским.
После сиднейской Олимпиады Ромео Брин остался в основном составе филиппинской национальной сборной и продолжил принимать участие в крупнейших международных соревнованиях. Так, в 2001 году он выиграл бронзовую медаль на Играх Юго-Восточной Азии в Куала-Лумпуре, в 2002 году дошёл до четвертьфинала на Азиатских играх в Пусане.
Был лучшим на домашнем азиатском первенстве 2004 года в Пуэрто-Принсесе и тем самым прошёл отбор на Олимпийские игры в Афинах. Ему доверили право нести знамя Филиппин на церемонии открытия — изначально знаменосцем должен был стать другой боксёр Кристофер Камат, но тот отказался, поскольку у него на следующий день уже был запланирован бой. В итоге, выступая в категории до 64 кг, в стартовом поединке Брин победил представителя Швеции Патрика Богере, однако во втором бою со счётом 29:15 был побеждён тайцем Манусом Бунчамнонгом, который в итоге и стал победителем этого олимпийского турнира.
Один из последних значимых результатов на международной арене Брин показал в сезоне 2005 года, когда выиграл серебряную медаль на домашних Играх Юго-Восточной Азии в Баколоде — здесь в решающем финальном поединке уступил тайскому боксёру Пичаю Сайотхе.
Завершив спортивную карьеру, занялся тренерской деятельностью. Возглавлял молодёжную сборную Филиппин по боксу. Сейчас работает под руководством наставника Нолито Веласко в ABAP.